# Hardy (Familienname)
Hardy  ist ein Familienname, der vor allem im englischsprachigen Raum verbreitet ist. Es handelt sich um einen Übernamen, der aus altfranzösisch und mittelenglisch hardi in der Bedeutung „kühn, mutig“ hergeleitet wird. Das Wort gibt es bereits im Althochdeutschen als harti oder herti. 
Frühe Namensträger sind in England bereits um 1200 nachgewiesen, und zwar in den Pipe Rolls: William Hardi (Yorkshire, 1194) und William le Hardy (Lincolnshire, 1206).

## Namensträger

### A
- Adam Hardy, Pseudonym von Kenneth Bulmer (1921–2005), britischer Schriftsteller
- Adolphe-Marie Hardy (1920–2011), französischer Geistlicher, Bischof von Beauvais
- Adrien Hardy (* 1978), französischer Ruderer
- Alexander M. Hardy (1847–1927), US-amerikanischer Politiker
- Alexandre Hardy (um 1560–1632), französischer Dichter
- Alfred Hardy (1811–1893), französischer Hautarzt
- Alister Hardy (1896–1985), britischer Meeresbiologe
- Amanda Hardy (* 1971), australische Badmintonspielerin
- Ann Hardy (1933–2023), US-amerikanische Computerprogrammiererin und Unternehmerin
- Arthur Charles Hardy (1872–1962), kanadischer Politiker
- Arthur Sherburne Hardy (1847–1930), US-amerikanischer Schriftsteller und Diplomat
- Arthur Sturgis Hardy (1837–1901), kanadischer Politiker

### B
- Barbara Hardy (1924–2016), britische Autorin und Literaturwissenschaftlerin
- Ben Hardy (* 1991), britischer Schauspieler und Model
- Bern Hardy (1906–1988), deutscher Dichter
- Bruce Hardy (* 1962), deutsch-kanadischer Eishockeyspieler

### C
- Caspar Bernhard Hardy (1726–1819), deutscher Priester, Wachsbossierer, Maler, Emailleur, Bronzegießer und Verfertiger physikalischer Instrumente
- Catherine Hardy (1930–2017), US-amerikanische Leichtathletin
- Charles Hardy († 1780), Gouverneur der englischen Kolonie New York
- Chauncey Hardy (1988–2011), US-amerikanischer Basketballspieler
- Claude Hardy (um 1604–1678), französischer Universalgelehrter, Linguist, Mathematiker und Jurist
- Cresent Hardy (* 1957), US-amerikanischer Politiker
- Cynthia Hardy (* 1956), kanadische Soziologin und Hochschullehrerin

### D
- Dan Hardy (* 1982), britischer Kampfsportler
- David Spencer Hardy (1931–1998), südafrikanischer Botaniker
- Don Ed Hardy (* 1945), US-amerikanischer Tattookünstler und Designer
- Dudley Hardy (1867–1922), britischer Maler und Illustrator

### E
- Edmund Hardy (Politiker) (Edmund Adam Hardy; 1775–1839), deutscher Beamter und Politiker, MdL Hessen
- Edmund Hardy (Religionswissenschaftler) (Edmund Georg Nicolaus Hardy; 1852–1904), deutscher katholischer Theologe, Religionswissenschaftler und Indologe
- Emily Hardy, US-amerikanische Schauspielerin
- Emmett Hardy (1903–1925), US-amerikanischer Kornettist
- Evelyn Starks Hardy († 2015), US-amerikanische Chorleiterin

### F
- Florian Hardy (* 1985), französischer Eishockeytorwart
- Françoise Hardy (1944–2024), französische Sängerin, Komponistin und Schauspielerin

### G
- Gathorne Gathorne-Hardy, 1. Earl of Cranbrook (1814–1906), britischer Jurist und Politiker
- Gebrüder Hardy, eine nach 1860 in Wien errichtete Maschinenfabrik
- Georg Hardy (1807–1853), hessischer Beamter und Politiker
- George Hardy (Maler) (1822–1909), britischer Maler
- George Hardy (Eishockeytrainer) (1895–1979), kanadischer Eishockeytrainer
- George Hardy (Gewerkschafter) (1911–1990), kanadisch-amerikanischer Gewerkschafter
- George Hardy (Konstrukteur) (1851–1914), österreichischer Eisenbahnbremsenkonstrukteur
- George Hardy (Schauspieler) (* 1954), US-amerikanischer Schauspieler und Zahnarzt
- George Alexander Hardy (1851–1920), britischer Politiker
- George W. Hardy, Jr. (1900–1967), amerikanischer Jurist
- Georges Hardy (1884–1972), französischer Erziehungsdirektor und Historiker
- Godfrey Harold Hardy (1877–1947), britischer Mathematiker
- Guy U. Hardy (1872–1947), US-amerikanischer Politiker

### H
- Hagood Hardy (1937–1997), kanadischer Musiker und Komponist
- Henry Hardy (Autor) (Henry Robert Dugdale Hardy; * 1949), britischer Autor und Herausgeber
- Henry Ernest Hardy (Father Andrew; 1869–1946), britischer Priester
- Henry Noel Marryat Hardy (1884–1968), britischer Marineoffizier und Ordensgeistlicher
- Herbert Cozens-Hardy, 1. Baron Cozens-Hardy (1838–1920), britischer Jurist und Politiker
- Heywood Hardy (1842–1933), britischer Maler
- Hugh Hardy (1932–2017), US-amerikanischer Architekt
- Hugo Hardy (1877–1936), deutscher Tennisspieler und Jurist

### I
- Ilonca Hardy, Psychologin, Pädagogin und Hochschullehrerin

### J
- J. George Hardy (1851–1914), britisch-österreichischer Ingenieur und Eisenbahn-Techniker
- James Hardy (Ruderer) (1923–1986), US-amerikanischer Ruderer
- James Hardy (Segler) (1932–2023), australischer Segler
- James Hardy (Basketballspieler) (* 1956), US-amerikanischer Basketballspieler
- James Hardy (Footballspieler) (1985–2017), US-amerikanischer American-Football-Spieler
- James D. Hardy (Physiker) (1904–1985), US-amerikanischer Physiologe und Physiker
- James D. Hardy (Mediziner) (1918–2003), US-amerikanischer Chirurg
- James D. Hardy Jr. (* 1934), US-amerikanischer Historiker
- James Greene Hardy (1795–1856), US-amerikanischer Politiker
- Janet Hardy (* 1940), US-amerikanische Sängerin (Sopran)
- Jean Hardy (1763–1802), französischer General
- Jeff Hardy (* 1977), US-amerikanischer Wrestler
- Jessica Hardy (* 1987), US-amerikanische Schwimmerin
- Jocelyn Hardy (* 1945), kanadischer Eishockeyspieler

- John Hardy (Unternehmer) (1773–1855), britischer Geschäftsmann und Politiker
- John Hardy, 1. Baronet (1809–1888), britischer Politiker
- John Hardy (Techniker) (1821–1896), englischer Techniker, Erfinder der Vakuumbremse für Eisenbahnwagen
- John Hardy (Politiker) (1835–1913), US-amerikanischer Jurist und Politiker
- John Hardy (Physiker) (* 1941), kanadischer Physiker
- John Hardy (Produzent), US-amerikanischer Filmproduzent
- John A. Hardy (* 1954), britischer Genetiker und Molekularbiologe
- John George Hardy (1851–1914), englischer Ingenieur und Erfinder
- John Herbert Hardy (1893–1969), britischer Brigadier
- John Richard Hardy (1935–2011), britischer Physiker
- John W. Hardy (1926–2024), britischer Elektroingenieur und Pionier in Adaptiver Optik
- John Hardy (1821–1896), englischer Techniker, Erfinder der Vakuumbremse für Eisenbahnwagen; siehe Gebrüder Hardy A.G.
- Jonathan Hardy (1940–2012), australischer Schauspieler
- Joseph Robert Hardy (1862–1919), siehe Gebrüder Hardy A.G.
- Julien-Alexandre Hardy (1787–1876), französischer Gärtner und Rosenzüchter
- Justin Hardy (* 1991), US-amerikanischer Footballspieler

### K
- Kieran Hardy (* 1995), walisischer Rugby-Union-Spieler

### L
- Larry Hardy (* 1956), US-amerikanischer American-Football-Spieler
- Laura Hardy, deutsche Schwimmerin mit geistiger Behinderung, Athletin bei Special Olympics Deutschland
- Linda Hardy (* 1973), französische Schauspielerin und Model
- Loo Hardy (1893–1938), deutsche Schauspielerin
- Lou Hardy, US-amerikanischer Basketballspieler
- Louise Hardy (* 1959), kanadische Politikerin
- Lucien Hardy, Physiker

### M
- Mabel Hardy (1879–nach 1905), englische Badmintonspielerin
- Mark Hardy (* 1959), kanadischer Eishockeyspieler
- Matt Hardy (* 1974), US-amerikanischer Wrestler
- Michael Wilson Hardy (* 1990), US-amerikanischer Country-/Rocksänger
- Mitch Hardy (* 1971), australischer Rugby-Union-Spieler

### O
- Oliver Hardy (1892–1957), US-amerikanischer Komiker und Schauspieler

### P
- Patricia Hardy (1931–2011), US-amerikanische Schauspielerin
- Paul Hardy (Baseballspieler) (1910–1979), US-amerikanischer Baseballspieler
- Paul Hardy (Politiker) (* 1942), US-amerikanischer Politiker
- Paul Hardy (Islamwissenschaftler), Islamwissenschaftler
- Peter Hardy, Baron Hardy of Wath (1931–2003), britischer Adliger und Politiker (Labour Party)
- Philippe Le Hardy de Beaulieu (1887–1942), belgischer Fechter
- Pierre Hardy (1907–2000), französischer Sportschütze
- Porter Hardy junior (1903–1995), US-amerikanischer Politiker (Demokratische Partei)

### R
- René Hardy (1911–1987), französischer Widerstandskämpfer
- Rob Hardy (Kameramann) (* 1972), britischer Kameramann
- Rob Hardy (Regisseur) (* 1971), amerikanischer Regisseur, Produzent und Drehbuchautor
- Robert Hardy (1925–2017), britischer Schauspieler
- Robert Hardy (Bischof) (1936–2021), britischer Geistlicher, Bischof von Lincoln
- Robert Byron Hardy (* 1980), britischer Musiker, siehe Franz Ferdinand (Band)
- Robin Hardy (1929–2016), britischer Filmregisseur und Autor
- Rod Hardy (* 1949), australischer Regisseur
- Roland Hardy (1926–2016), britischer Geher
- Romain Hardy (* 1988), französischer Radrennfahrer
- Rufus Hardy (1855–1943), US-amerikanischer Politiker

### S
- Sam Hardy (Fußballspieler) (1882–1966), englischer Fußballspieler
- Sam Hardy (Schauspieler) (1883–1935), US-amerikanischer Schauspieler
- Sam Hardy (Ruderer) (* 1995), australischer Ruderer
- Samuel Hardy (Politiker) (um 1758–1785), US-amerikanischer Politiker
- Sophie Hardy (* 1944), französische Schauspielerin

### T
- Thomas Hardy (Maler) (1757–1804/1805), englischer Maler
- Thomas Hardy (1840–1928), englischer Schriftsteller
- Thomas Duffus Hardy (1804–1878), englischer Historiker
- Thomas Masterman Hardy (genannt Nelsons Hardy; 1769–1839), britischer Admiral
- Tom Hardy (Edward Thomas Hardy; * 1977), britischer Schauspieler

### W
- Walter N. Hardy (* 1940), kanadischer Physiker
- William Hardy (Archivar) (1807–1887), britischer Archivar
- William Bate Hardy (1864–1934), britischer Biologe
- William Edward Hardy (1859–1927), siehe Gebrüder Hardy A.G.